# Sky Gabon
Sky Gabon est une Compagnie aérienne cargo basée à Libreville (Gabon), à l'Aéroport international Léon-Mba.

## Destinations
En 2012, Sky Gabon proposait les destinations suivantes :
- Cameroun
  - Douala - Aéroport de Douala

- Guinée-Équatoriale
  - Malabo - Aéroport de Malabo

- Gabon
  - Libreville - Aéroport international Léon-Mba
  - Port-Gentil - Aéroport international de Port-Gentil

- République du Congo
  - Pointe-Noire - Aéroport international Agostinho-Neto

## Flotte
Sky Gabon loue un Fokker F27-400 depuis 2013.